# سیدمحمد گلابزوی
تورن جنرال سید محمد گلاب‌زوی (زاده ۱۹۵۱) سیاستمدار افغان و نماینده مردم خوست در دوره پانزدهم مجلس نمایندگان افغانستان است. سید محمد گلاب زوی از اعضای حزب دموکراتیک خلق بودند که در کودتای هفت ثور نقش اساسی داشت. گلاب‌زوی از قبیله زدران قوم پشتون است. او مکانیک و خلبان نیروی هوایی افغانستان بود و در کالج نیروی هوای آموزش دیده‌بود. به‌عنوان خلبان نیروی هوایی او کودتای ۲۶ سرطان ۱۳۵۲ داوود خان را پشتیبانی می‌کرد. به‌همین دلیل وی به فرماندهی گروهی از نیروی هوایی رسید و برای آموزش در رشته تکنالوجی رادار، در سال ۱۹۷۶ به شوروی رفت.

## زندگی‌نامه
سید محمد گلاب زوی متولد ۱۹۵۱ از ولایت خوست افغانستان است. وی دارای مدرک تحصیلات نظامی از دانشگاه نظامی افغانستان، مدرک کارشناسی ارشد در رشته حقوق و علوم نظامی و مدرک تکنالوژی رادار از شوروی دارد. او در سال ۲۰۰۵ به نمایندگی از مردم ولایت خوست در ولسی پارلمان افغانستان، خود را نامزد کرد و در انتخابات پیروز گردید.

## دیگر فعالیت‌ها
وی توسط حفیظ‌الله امین در فراکسیون خلق حزب کمونیست افغانستان جذب شد. او نقش جزئی در انقلاب ثور در سال ۱۳۵۷ داشت که ح.د.خ.ا را به قدرت رساند. پس از کودتا، وی به‌عنوان دستیار رئیس‌جمهور تره‌کی و بعداً وزیر مخابرات منصوب شد. با افزایش مبارزات داخلی در درون رژیم کمونیستی، وی از امین فاصله گرفت و به گروهی از افسران، "باند چهار نفره" توطئه علیه امین پیوست که محمداسلم وطنجار و اسدالله سروری نیز شامل آنها بود. در سال ۱۹۷۹ گلاب‌زوی و متحدانش با خدمت به عنوان راهنمای نیروهای شوروی خدمت کردند.
در طی حمله، نیروهای شوروی امین را کشتند و قدرت را به شاخه پرچم ح.د.خ.ا واگذار کرده، ببرک کارمل را رئیس‌جمهور کردند. کارمل مجبور شد با جناح رقیب خلق کنار بیاید، زیرا بسیاری از پست‌های مهم ارتش هنوز در دست خلقی‌ها بود. به‌عنوان اقدامی سازشی، گلابزوی، خلقی برجسته، به‌عنوان وزیر امور داخله منصوب شد. به همین ترتیب به فرماندهی مدافعان انقلاب، نیروی شبه نظامی ژاندارمری به شدت مسلح، مقرر گردید.
در نوامبر ۱۹۸۸، میان تنش‌های تازه بین خلق و پرچم، گلاب‌زوی از سمت خود برکنار شد و توسط محمد نجیب‌الله رئیس جمهور پرچمی به‌عنوان سفیر به مسکو فرستاده شد. وی همزمان به عنوان سفیر در رومانی و فنلاند خدمت می‌کرد. شایعه بود که وی خود را به عنوان جایگزین بالقوه نجیب‌الله به شوروی پیشنهاد داده است. در مارس ۱۹۹۰، به دنبال یک کودتای ناکام توسط جنرال شهنواز تنی، گلابزوی به همراه دیگر خلقی‌ها از حزب اخراج شد. از سال ۱۹۹۰ تا ۱۹۹۲ قبل از نقل مکان به مسکو، وی در ارمنستان زندگی می‌کرد.